# Kalominua tiarensis
Kalominua tiarensis is een hooiwagen uit de familie Samoidae.